# Breanne Hill
Breanne „Bre“ Hill (* 10. März 1990 in Salem, Rockingham County, New Hampshire; als Breanne Parhiala) ist eine US-amerikanische Schauspielerin.

## Leben
Hill wurde am 10. März 1990 in Salem als Tochter von Thomas und Joyce Hill geboren. Sie hat einen Bruder. Ihr Vater ist finnischer Abstammung, ihre Mutter hat französische Vorfahren. Sie besuchte die North Salem Elementary School in ihrer Heimatstadt und verließ 2008 die Salem High School. Sie studierte an der Boston University Psychologie.
2012 gab Hill ihr Schauspieldebüt in einer Nebenrolle im Film Decision Time. Im Folgejahr wirkte sie in einer Episode der Fernsehserie Criminal Minds mit. 2015 hatte sie Nebenrollen im Film San Andreas an der Seite von Dwayne Johnson und im Film Rehearsal. 2016 übernahm sie eine Nebenrolle im Horrorfilm Incarnate – Teuflische Besessenheit. Ab demselben Jahr bis einschließlich 2018 spielte sie in 15 Episoden die Rolle der Mary in der Fernsehserie Frontier. 2018 spielte sie in Rampage – Big Meets Bigger die Rolle der Amy und wirkte erneut neben Johnson in einem Film mit. 2019 übernahm sie die weibliche Hauptrolle der Maya im Film Deadly Assistant. Im selben Jahr wirkte sie im Kurzfilm Lemon mit und spielte im Fernsehfilm My Best Friend’s Christmas die weibliche Hauptrolle der Ashley Seever. 2021 spielte sie in Parked for Love unter ihrem Geburtsnamen mit.

## Filmografie (Auswahl)
- 2012: Decision Time
- 2013: Criminal Minds (Fernsehserie, Episode 8x24)
- 2015: San Andreas
- 2015: Rehearsal
- 2016: Incarnate – Teuflische Besessenheit (Incarnate)
- 2016–2018: Frontier (Fernsehserie, 15 Episoden)
- 2018: Rampage – Big Meets Bigger (Rampage)
- 2019: Deadly Assistant
- 2019: Lemon (Kurzfilm)
- 2019: My Best Friend’s Christmas (Fernsehfilm)
- 2021: Natürlich Liebe! (Parked for Love)